# Кужамьяров, Куддус Ходжамьярович
Куддус Ходжамьярович Кужамья́ров (уйг. Қуддус Ғоҗамияров‎; 21 мая 1918, Кайназар, Сюгатинский район — 8 апреля 1994, Алма-Ата) — советский, казахстанский уйгурский композитор, педагог, общественный деятель. Народный артист СССР (1987). Основатель уйгурской профессиональной музыки.

## Биография
Родился 21 мая 1918 года в селе Кайназар (ныне — Енбекшиказахский район Алматинской области Казахстана). В возрасте 3 месяцев лишился отца.
Когда приехал в Алма-Ату поступать в музыкально-драматический техникум (ныне Алматинский музыкальный колледж имени П. И. Чайковского), ему не исполнилось ещё 16 лет. Учился в период 1933—1939 годов, вначале по классу скрипки, затем перешёл на фортепьянное отделение, где начал сочинять музыку. Сдал экзамены на композиторский факультет Московской консерватории им. П. И. Чайковского. Однако из-за начала войны учёбу пришлось отложить — его призвали в Красную армию. Член ВКП(б) с 1943 года.
После демобилизации в 1946 году вернулся в Алма-Ату. В 1951 году окончил Алма-Атинскую консерваторию имени Курмангазы по классу композиции у Е. Г. Брусиловского, который в своих воспоминаниях рассказывает:
Среди моих учеников особенно дорог мне Куддус Кужамьяров. Он появился у меня неожиданно 20-летним парнишкой в азиатских галошах на босу ногу. Отца у него уже не было, а мать работала уборщицей в том самом Муздрамтехникуме, где он учился на фортепианном отделении. Он сообщил, что хочет стать композитором, и поэтому решил обратиться ко мне. На рояле для двадцати лет он играл весьма неважно. В этой области у него явно ничего хорошего не предвиделось. Но композиторские способности меня убедили, и я стал с ним понемногу заниматься. Таким образом, появился юноша, решивший стать первым в истории своего народа уйгурским композитором. Меня такая перспектива очень заинтересовала.
С юных лет его отличала дисциплинированность, целеустремленность, отсутствие юношеской легкомысленности и обычных слабостей. Он не пытался курить, не баловался вином, вообще не знал никаких соблазнов в жизни. В самых трудных условиях жизни он не падал духом, не жаловался и продолжал организованно и успешно работать. Мать и сын жили на тощую зарплату уборщицы в типичном "староалма-атинском небоскребе". Это была рукодельная глиняная землянка с маленькими оконцами на уровне земли. Крыша из камыша и травы постоянно протекала, и вода просачивалась на земляной пол. Мать постаринке хотела, чтобы сын бросил все это нищее искусство и, как все его сверстники, торговал на базаре, потом женился бы на уйгурской девушке с богатым приданым и стал бы солидным человеком.

Но Куддус не сдавался: голодал, носил старые залатанные вещи и продолжал заниматься, упорно пробиваясь к намеченной цели. В результате он добился права поехать в Московскую консерваторию и поступил в неё. Но началась Отечественная война, и он оказался в армии. Оттуда Куддус писал мне своим корявым косым почерком пламенные письма, в которых заверял, что, как только война закончится, он снова будет заниматься со мной композицией. Просил, чтобы за ним забронировали в консерватории место, так как фашистов скоро окончательно разобьют, и он вернется домой в Алма-Ату.
После окончания Алма-Атинской консерватории в 1951—1952 годах стажировался в Московской консерватории им. П. И. Чайковского (класс В. Я. Шебалина).
В 1952 году — художественный руководитель Казахского радио.
С 1953 года — преподаватель по классу инструментовки, с 1955 — по классу композиции, в 1957—1967 — ректор, в 1960—1964 и 1969—1991 — заведующий кафедрой Казахской консерватории имени Курмангазы. С 1965 года — профессор.
Участник международных фестивалей в Тегеране в 1961 году и в Багдаде в 1964 году. В 1976 году — член жюри Всесоюзного фестиваля творчества молодых композиторов и студентов музыкальных вузов СССР в Ленинграде.
Умер 8 апреля (по другим источникам — 10 апреля) 1994 года в Алма-Ате. Похоронен на Кенсайском кладбище.

### Общественная деятельность
Член правления Союза композиторов Казахстана, в 1955—1959 годах — его председатель. В 1957—1979 — член Правления II—VI съездов композиторов СССР, в 1957—1980 — член художественного совета Министерства культуры СССР, в 1959—1963 — член комиссии Казахской ССР по культуре и образованию, в 1961—1980 — член экспертной комиссии ВАК СССР по искусству, в 1962—1970 — член Комитета по Ленинским и Государственным премиям в области науки и искусства при Совета Министров СССР, в 1963—1987 — член Совета Института уйгуроведения Академии наук Казахской ССР, в 1966—1980 — член Комитета по присуждению Государственных премий Казахской ССР в области литературы и искусства, в 1992 — консультант отделения композиции Синьдцзянского института искусств (Китай). Также был членом правления общества дружбы и культурной связи с зарубежными странами и общества «Отан» по культурной связи с соотечественниками за рубежом.
Избирался членом ЦК Коммунистической партии Казахстана (1961—1967), депутатом Верховного Совета Казахской ССР 5-6 созывов.

## Награды и звания
- Народный артист СССР (1987)
- Государственная премия Казахской ССР (1984) — за 3-ю симфонию
- Медаль «Ветеран труда» (1980)
- Орден Октябрьской революции (1978)[13]
- Почётный знак «За отличные успехи в области высшего образования СССР» (1978)
- Народный артист Казахской ССР (1973)
- Орден Трудового Красного Знамени (1971)
- Значок «За отличную работу» Министерства культуры СССР (1964)
- Орден «Знак Почёта» (1961)
- Орден Ленина (3 января 1959) — за выдающиеся заслуги в развитии казахского искусства и литературы и в связи с декадой казахского искусства и литературы в гор. Москве
- Заслуженный деятель искусств Казахской ССР (1954)
- Сталинская премия третьей степени (1951) — за поэму «Ризвангуль» для симфонического оркестра (1950)
- Медаль «За победу над Германией в Великой Отечественной войне 1941—1945 гг.» (1947)

## Творчество
Основоположник уйгурской профессиональной музыки. Его произведения, построенные на уйгурском национальном мелосе, отличаются оригинальными приёмами, острым гармоничным языком, колоритностью оркестровки.

### Список произведений
Оперы:
- «Назугум» (1956, о героине национально-освободительного восстания уйгурского народа в начале XIX века)
- «Золотые горы» (1960, совм. с Н. Тлендиевым)
- «Садыр Палван» (1975)

Балеты:
- «Чин-Томур» (1967)

Оратории:
- «Цвети Семиречье» (сл. Т. Молдагалиева, 1970)

Кантаты:
- «Родина» (1986)

Для симфонического оркестра:
- 5 симфоний (1-я (памяти А. Розыбакиева, 1971), 2-я (1974), 3-я (1981), 4-я («Такла — Макан», 1984))
- Симфоническая поэма «Ризвангуль» (1950)
- Симфоническая поэма «Песня о свободе» (1954)
- Увертюра «Реет красный флаг» (1959)
- Симфонические картинки «Мэшрэп» (1972)
- 3 сюиты (1955, 1967, 1969)
- Симфонические танцы (1952)

Для оркестра казахских народных инструментов
- «Праздничная поэма» (1952)
- «Китайская лирическая» (1953)
- «Уйгурские танцы» (1956)
- «Маргул» (1967)
- «Казахский танец» (1972)
- «Уйгурские напевы» (1973)

Для трубы с оркестром:
- Концерт (1973)

Для хора и оркестра:
- Сюиты «Вечер в уйгурском колхозе» (сл. К. Хасанова, 1957), «Дорога дружбы» (сл. X. Бекхожина, 1958), «Партия Ленина» (сл. Т. Жарокова, 1962)
- Поэма «Думы об Ала-тау» (сл. А. Тажибаева, 1968)

Для хора:
- Сюиты «На колхозном поле» (1949), на темы уйгурских народных песен (сл. народные, 1969)

Для струнного квартета:
- «В родном колхозе» (на уйгурские народные темы, 1950)

Для солистов, хора и ансамбля уйгурских народных инструментов:
- Сюита «Зацветёт целина» (1954)

Для струнного трио:
- Вариации на уйгурские народные темы (1948)

Для скрипки и фортепиано:
- Танец (1947), Уйгурский танец (1948), Соната (1949), Колыбельная и танец (1967), Две пьесы (1973)

Для виолончели и фортепиано:
- Элегия (1938), Анданте (1949), Размышление, монолог и рассказ (1969)

Для альта и фортепиано:
- Три пьесы (1976)

Для фортепиано:
- «Детский альбом» (15 фортепианных пьес), Шесть маленьких прелюдий (1937), «Баллада» (1937), «Ночной рассказ» (1937), «Лунная ночь» (1937), «Песни без слов» (1938), «Похоронный марш» (1938), «Колхозная молодежь» (1938), «Песня без слов» (1939), Вальс (1939), Танец (1939), Танец (1939), Прелюдия (1939), Два ноктюрна (1939), Прелюдия-поэма (1947), Ноктюрн (1947), Прелюдия (1947), Ноктюрн (1948), «Весна идет» (1955), «Весенняя песня» (1955), «Солнечный луч» (1955), «Последний снег» (1964), «Дождик» (1964), Четыре пьесы (1977)

Для голоса и фортепиано:
- романсы

Камерные сочинения:
- камерно-инструментадбные ансамбли — квартеты, трио, сонаты и др.

Другое:
- инструментальные пьесы, музыка к спектаклям драматического театра, в том числе к спектаклю «Садыр Палван» А. Махпирова в Уйгурском областном музыкально-драматическом театре (ныне Государственный республиканский уйгурский театр музыкальной комедии имени К. Кужамьярова) в 1957 году.
- песни
- обработки казахских и уйгурских народных песен.

## Память
- 3 марта 2005 года постановлением Правительства Казахстана имя народного артиста СССР Куддуса Кужамьярова было присвоено Государственному республиканскому уйгурскому театру музыкальной комедии[14].
- В июле 2008 года рядом с театром был установлен памятник композитору скульптора М. Абдуллаева и архитектора А. Маметбакиева[15].